# 99gram.nl
99gram.nl is een online platform voor jongeren met een eetstoornis en is opgericht door Accare.
Het belang van deze website is dat 94% van de boulimia nervosa patiënten en 67% van de ernstige anorexia patiënten niet in de GGZ terechtkomt en daarmee geen goede behandeling krijgen. Laagdrempelige informatie, advies en ondersteuning kan eetproblematiek voorkomen. De website wil hulp bieden aan jongeren met eetproblemen. Vijf jaar na oprichting heeft de site 1 miljoen bezoekers gehad.